# Rio Burro Branco
Rio Burro Branco är ett vattendrag i Brasilien.   Det ligger i delstaten Santa Catarina, i den södra delen av landet, 1 300 km söder om huvudstaden Brasília.
I omgivningarna runt Rio Burro Branco växer huvudsakligen savannskog. Runt Rio Burro Branco är det ganska glesbefolkat, med 40 invånare per kvadratkilometer.